# Bacanius mameti
Bacanius mameti är en skalbaggsart som beskrevs av Yves Gomy 1970. Bacanius mameti ingår i släktet Bacanius och familjen stumpbaggar. Inga underarter finns listade i Catalogue of Life.